# Munktorps landskommun
Munktorps landskommun var en tidigare kommun i Västmanlands län.

## Administrativ historik
Kommunen bildades i Munktorps socken i Snevringe härad i Västmanland när 1862 års kommunalförordningar trädde i kraft. Vid kommunreformen 1952 bildade den storkommun då Odensvi landskommun inkorporerades. Vid kommunreformen 1971 uppgick i landskommunen i Köpings kommun.
Kommunkoden 1952–1970 var 1905.

### Kyrklig tillhörighet
I kyrkligt hänseende tillhörde kommunen Munktorps församling. Den 1 januari 1952 tillkom Odensvi församling.

## Geografi
Munktorps landskommun omfattade den 1 januari 1952 en areal av 242,96 km², varav 239,48 km² land.

### Tätorter i kommunen 1960
I Munktorps landskommun fanns tätorten Munktorp, som hade 338 invånare den 1 november 1960. Tätortsgraden i kommunen var då 12,7 procent.

## Politik

### Mandatfördelning i valen 1946-1966
|  | 24 |

| 22 |

| 11 | 19 | 5 |

| 32 |

| 10 | 19 | 5 |  |

| 32 |

| 10 | 19 | 4 | 2 |

| 31 |

| 10 | 19 | 4 | 2 |

| 32 |

| 8 | 16 | 3 | 3 |

| 27 |